# Primera División de voleibol 1971-72
La temporada 1971/1972 de la Liga Nacional de Voleibol fue la VIII edición de la competición. Tuvo como campeón al Real Madrid C. F., quien se clasificó por primera vez para disputar la máxima competición europea, la Copa de Europa, mientras que el C.D. Universitario Valladolid descendió a la Segunda División, circunstancia que evitó el A.D. Esmena Gijón en la promoción.

## Clasificación
| Pos | Equipo                         | PJ | PG | PP | SF | SC | Pt. |
| --- | ------------------------------ | -- | -- | -- | -- | -- | --- |
| 1   | Real Madrid C.F.               | 14 | 13 | 1  | 41 | 7  | 27  |
| 2   | Club Atlético de Madrid        | 14 | 12 | 2  | 39 | 10 | 26  |
| 3   | C.D. Hispano Francés Barcelona | 14 | 11 | 3  | 36 | 15 | 25  |
| 4   | C.F. Barcelona                 | 14 | 8  | 6  | 28 | 22 | 22  |
| 5   | R.G.C. Covadonga Gijón         | 14 | 6  | 8  | 10 | 29 | 20  |
| 6   | C.N. Badalona                  | 14 | 3  | 11 | 15 | 38 | 17  |
| 7   | A.D. Esmena Gijón              | 14 | 2  | 12 | 11 | 38 | 16  |
| 8   | C.D. Universitario Valladolid  | 14 | 1  | 13 | 11 | 41 | 15  |

- Datos: Q16591193